# NGC 3214
إن جي سي 3214 التي يرمز لها بالرمز NGC 3214، هي مجرة، في كوكبة الدب الأكبر.

## الاكتشاف
اكتشفت في 9 مارس 1874، بواسطة رالف كوبلاند.